# Campylopodium lineare
Campylopodium lineare là một loài Rêu trong họ Dicranaceae. Loài này được (Mitt.) Dixon mô tả khoa học đầu tiên năm 1914.